# 丸焼き赤ちゃん
丸焼き赤ちゃん（英:The Baby-Roast）とは、アメリカ合衆国で古くから語られる都市伝説の1つである。この都市伝説の内容としては、ベビーシッターや兄弟などによって赤子が生きたまま丸焼きにされてしまう、という物が多い。ヒッピーベビーシッター（英:The Hippy Babysitter）、調理された赤ちゃん（英:The Cooked Baby）などという名前でも知られる。

## 説明
この都市伝説においてはさまざまなバージョンが存在するが、主に挙げられるのがコミュニケーションの行き違いによって赤子が誤って調理されてしまうという話である。例をあげると赤子の両親がベビーシッタに「七面鳥をオーブンに入れて、その後は赤ちゃんをベッドに寝かせて」と伝えたものの、ベビーシッター側は「赤ちゃんをオーブンに入れて、その後は七面鳥をベッドに置く」と聞き間違えてしまった結果として赤子が調理されてしまう、という話がある。また、赤子を調理する人物が薬物依存症だったり酔っていたりして、正気を失っているという説明がなされるバージョンも存在する。調理された赤子が両親の夕食として出されるバージョンもある。
この都市伝説において、赤子を調理するのは大抵はベビーシッターか兄弟である。

## 事件
これは都市伝説ではあるが、似たような事件が実際に起こったことがある。例えば1999年、アメリカのバージニア州にてエリザベス・レニー・オッテは自らの赤子を焼いたとされる。この事例によって、これまで語られてきた都市伝説が現実のものになったと話題になった。さらに2006年11月にも同じように、赤子を焼く事件があった。
2012年、タイに滞在していたイギリス人が「黒魔術の儀式」に使うために、金箔がはられた赤子の死体を6体所持しているのを発見され、タイ警察に逮捕された。
2015年11月16日、アメリカのテキサス州ヒューストンにおいて、当時1歳だったジェイザイラ・トンプソンが、3歳の双子の兄弟によってオーブンに入れられ、生きたまま丸焼きにされた。母親であるラクアル・トンプソンは、5歳の子供と3歳の双子、そして1歳の幼児を家に残し、ピザを買いに出かけていた。その後、帰宅した母親はオーブンで調理されたジェイザイラの姿を発見した。裁判によって、母親は児童を放置した罪によって懲役12年を言い渡された。また、母親の交際相手であったコーネル・マローン（21）も、児童を危険に晒した罪によって起訴された。
2016年3月、テキサス州において35歳の母親が、火傷を負った2歳の赤子を抱えながら近所の玄関先に現れるという事件が発生した。母親と赤子は全裸であったという。警察が到着した際、母親は警官に対して性的な誘惑をしながら賛美歌を歌った。尋問されると、射殺した猫と一緒に赤子をオーブンに入れたと自白した。テキサス州の児童保護局によると、母親は病院や刑務所にいる間、自らの子供に対して全く無関心な様子だったという。母親の体内からはアルコール、マリファナ、メタンフェタミンなど多数の薬物反応が検出された。母親は傷害罪で起訴された。保護された赤子はその後里子に出されたという。

## 大衆文化
1970年代にアメリカで流行した映画のジャンルであるブラックスプロイテーションに分類される映画「ディスコ・ゴッドファーザー」内では、PCP中毒者が復活祭の祝いの料理のために自らの赤子の丸焼きにしたと主張する。理由は赤子の泣き声が復活祭の邪魔となるから、というものであった。
2009年8月、アメリカの百貨店であるシアーズは、自社のサイトに「赤ちゃんや人間を調理するために特別に設計されたロースター」を発売したとするジョーク広告を掲載した。
アメリカのパンク・ロック・バンドとして知られるルナチックスは、1990年に音楽アルバム「Babysitters On Acid」を販売した。内容としてはこの都市伝説を基礎としたものであり、薬物中毒者のベビーシッターが母親に電話をかけ「あなたの赤ちゃんが今どんな感じか知りたい？心配しないで、もうすぐで終わるから」と話す。